# Humedales de Maipú

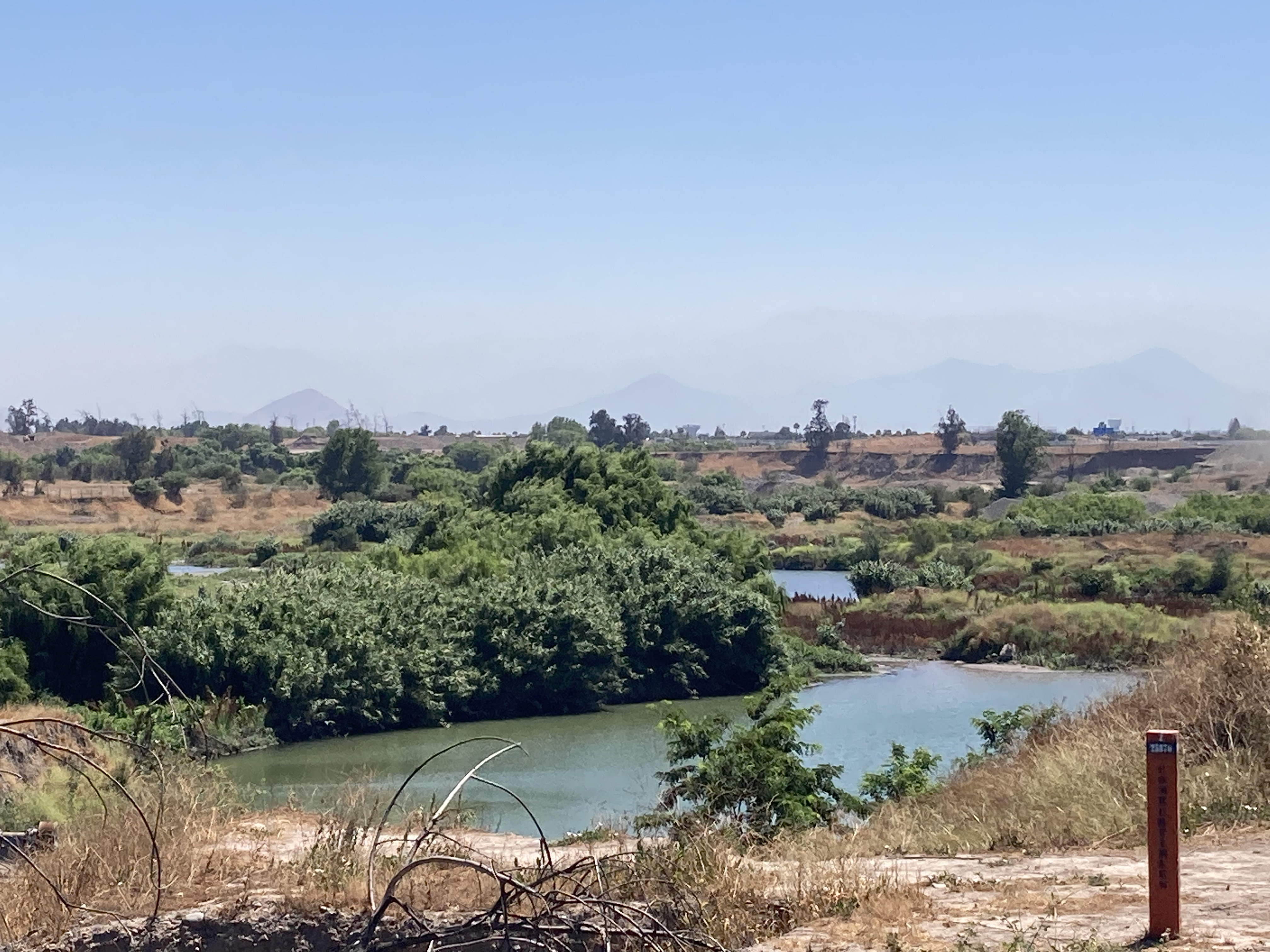
Vista panorámica de Laguna El Trebal

Los humedales de Maipú se refieren a una serie de humedales, tanto permanentes como intermitentes, que se encuentran en la Región Metropolitana de Santiago de Chile, específicamente en la comuna de Maipú. Estos corresponden a más de 400 hectáreas distribuidas en 3 zonas de gran importancia: El Pajonal, Sistema de Humedales Mapocho El Trebal y Los Maitenes.
Estos no cuentan con una protección por parte del Estado ni la respectiva Municipalidad de Maipú, lo que los tiene hoy con serios problemas en su estado de conservación ambiental, principalmente debido a la creación de vertederos ilegales y destrucción de los ecosistemas.
La importancia de estas zonas húmedas, principalmente, se relaciona con la provisión para el hábitat de la flora y fauna, como también la regulación de los ciclos hidrológicos, la provisión de oxígeno y la anidación de aves migratorias.

## Ubicación y descripción

### Humedal El Pajonal
El Humedal el Pajonal está en el límite entre las comunas de Maipú y Cerrillos. Este corresponde a uno de carácter cíclico y estacional, es decir, que aparece durante el invierno, principalmente por las precipitaciones hasta mediados de primavera, con frondosa vegetación, para luego desaparecer durante el verano. Su extensión es de aproximadamente 3 hectáreas y en él se encuentran cerca de 30 especies de aves distintas.

### Sistema de humedales Mapocho El Trebal

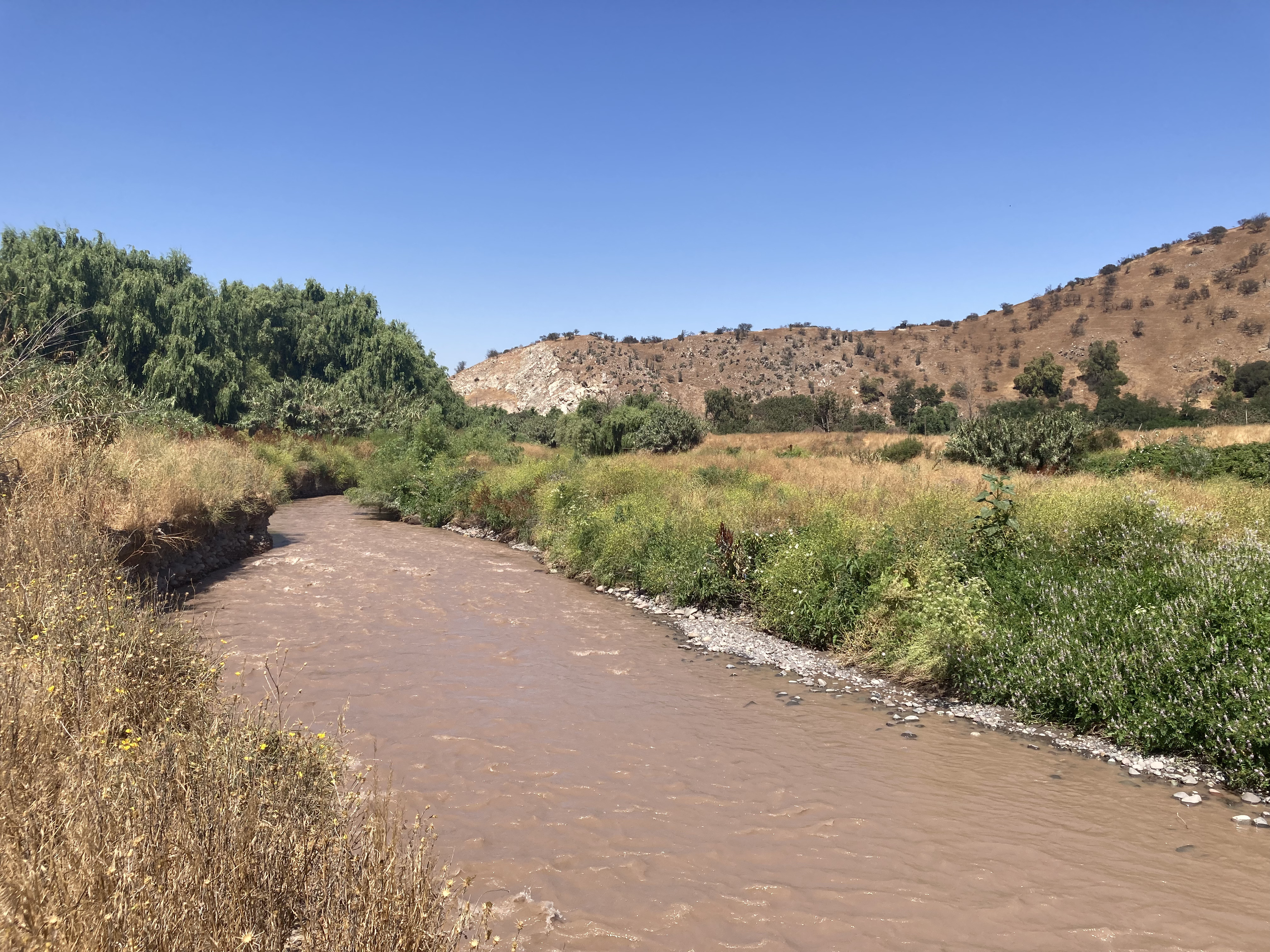
Brazo del río Mapocho en el sistema de humedales El Trebal

Este corresponde a un sistema de humedales, ubicados en los límites urbanos de la comuna de Maipú y Padre Hurtado. Específicamente se compone de distintos humedales y lagunas artificiales, que fueron hechas por una ex empresa de cemento, contiguos al río homónimo, y también junto al Cerro La Puntilla, estos serían: la Laguna El Trebal, Humedal El Bosque y Humedal La Máquina. Se trata de un rico ecosistema proporcionado por el cauce del río Mapocho y también de otras lagunas y torrentes de agua causados por la extracción de áridos.
Este sin duda es uno de los humedales más extensos dentro del conjunto de las zonas húmedas que hay en la comuna, y también uno de los más visitados, de hecho, la actual administración municipal ha colaborado con transporte gratuito para la visita de personas.

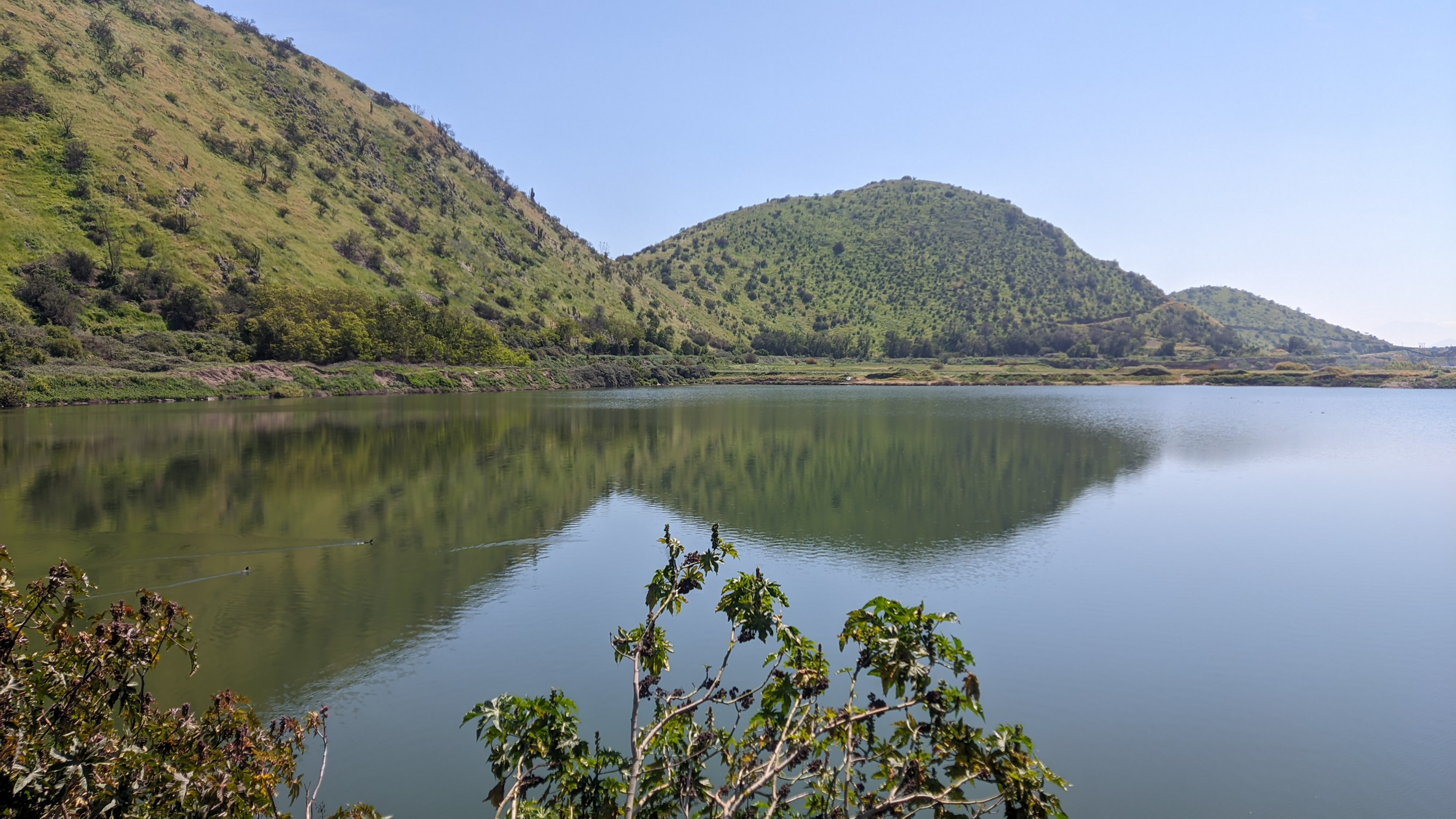
Laguna Grande el Trebal

El área destaca por su biodiversidad, registrándose miles de observaciones y al menos 430 especies identificadas en plataformas de ciencia ciudadana como iNaturalist Chile, incluyendo aves como cisnes de cuello negro, taguas, huairavos, garzas, además de mamíferos como quiques, coipos, zorros culpeo, murciélagos, y reptiles como lagarto nítido, lagarto chillón, lagartija lenmiscata y culebra de cola larga, además de hongos como Collybia nuda, champiñón ostra, orejas de palo, otros del género Favolaschia, Trametes sp. e, incluso, ejemplares de Daldinia concentrica.

### Humedal Los Maitenes
Finalmente el Humedal Los Maitenes se encuentra ubicado en el sector de Rinconada, el sector más rural de la comuna, específicamente camino a la Laguna El Trebal. Este se formó tras el desborde de un canal aledaño y al igual que El Pajonal, tiene un carácter cíclico temporal y cuenta con vegetación endémica de la zona. Es el más pequeño y más joven de los mencionados anteriormente.

## Problemas de conservación

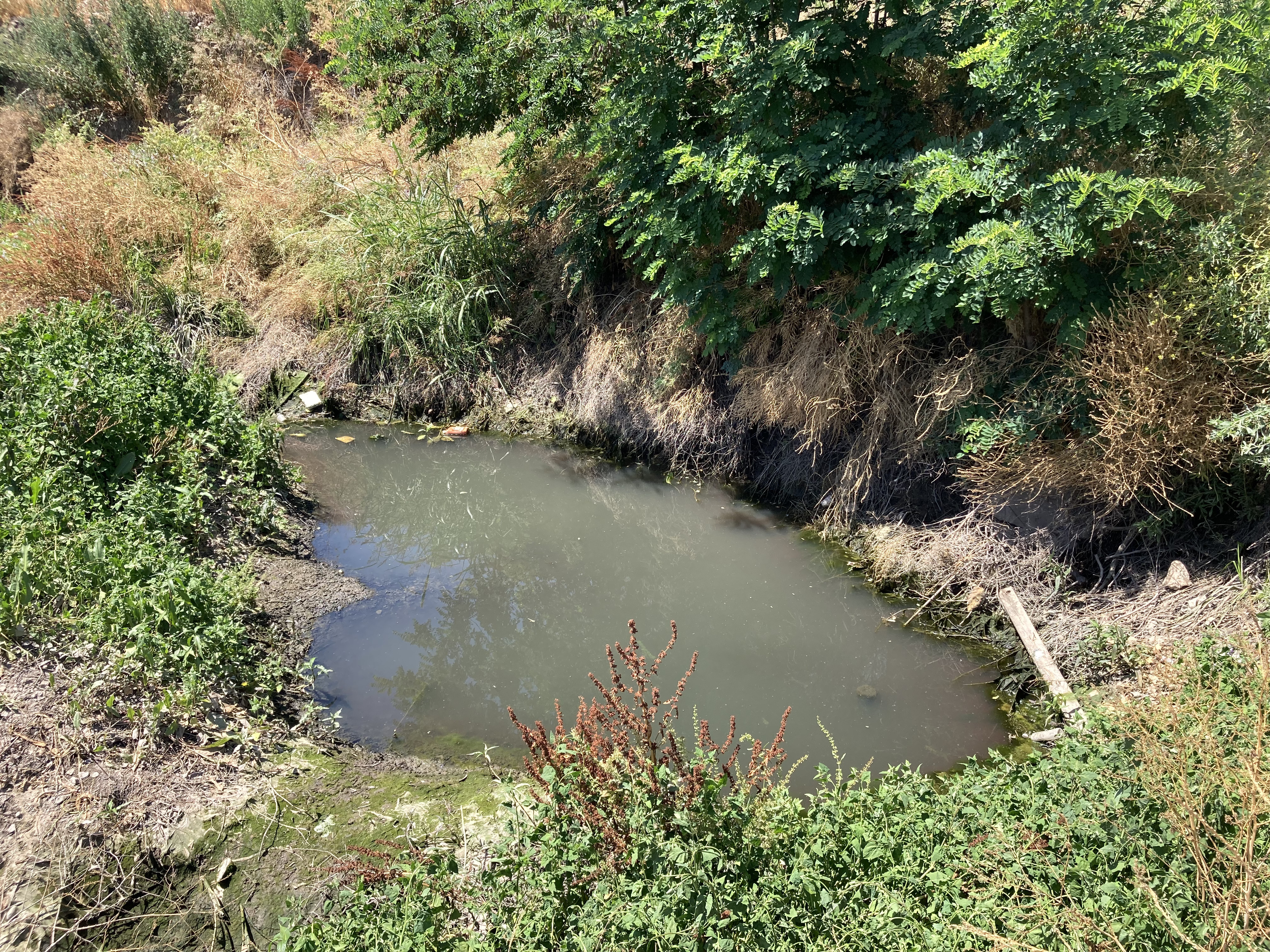
Poza cerca de la zona del Humedal Los Maitenes

Hoy en día, las condiciones de estos humedales se ha visto mermada por la acción humana y la desprotección de organismos gubernamentales. En el caso del Humedal El Pajonal, históricamente este ha convivido con un basural ilegal por décadas y tras la consolidación del Campamento Japón, este ha vertido sus aguas residuales en las aguas del humedal, lo que ha traído como consecuencias irreparables daños en el ecosistema.
Aparte, con la sequía de los últimos años, el humedal cada vez reúne menos agua, y se está volviendo, más que nada, en un área desierta. Hace un par de años, bajo la administración de la alcaldesa Cathy Barriga, se prometió un parque que le daría una nueva cara al sector, y respetaría también su condición de humedal, este parque se llamaría Parque Renacer, cosa que no convenció del todo a los vecinos.
El 2020, se realizó una consulta ciudadana por la Fundación Casa de la Paz, la cual tenía como principal misión recoger los intereses de los vecinos, para ser incluidos en un posible proyecto del SERVIU, pero este solo acrecentó las diferencias que tenían con el municipio, y también como este no había podido tomar las recomendaciones de vecinos, respecto a lo que ellos querían como comunidad.
Actualmente, y bajo la administración del actual alcalde, Tomás Vodanovic, ha habido un mayor esfuerzo por la preservación y protección de estos humedales, por ejemplo, en el caso del Sistema de Humedales Mapocho El Trebal, la municipalidad en conjunto con organizaciones medioambientales están en busca de declarar esta zona como Humedal Urbano.

Según la Ley 21.202, aprobada el 23 de enero de 2020, para ser declarado humedal urbano debe considerarse lo siguiente:
Artículo 1º.- Objeto. La presente ley tiene por objeto proteger los humedales urbanos declarados por el Ministerio del Medio Ambiente, de oficio o a petición del municipio respectivo, entendiendo por tales todas aquellas extensiones de marismas, pantanos y turberas, o superficies cubiertas de aguas, sean éstas de régimen natural o artificial, permanentes o temporales, estancadas o corrientes, dulces, salobres o saladas, incluidas las extensiones de agua marina, cuya profundidad en marea baja no exceda los seis metros y que se encuentren total o parcialmente dentro del límite urbano.

Ley 21.202, Biblioteca del Congreso Nacional de Chile.

## Desafíos y problemáticas
Sin duda, uno de los grandes desafíos ha sido el constante deterioro de las zonas aledañas a estos ecosistemas. Los principales motivos son los incendios forestales producidos por la acción humana, y como anteriormente se mencionaba, la acumulación de basura y la desprotección por parte de entidades gubernamentales. Pese a que hay una ley en Chile que protege a los humedales urbanos, muchos de estos, también debido a que no son declarados como tal, o al ambigüedad de su concepto debido ha que no hay solo un significado de lo que es un humedal, ha traído una serie de problemas especialmente para su conservación.
Desde siglos la protección de los humedales se ha visto mermada, como por ejemplo en Edad Media, cuando estos eran considerados focos de infecciones y enfermedades, y esto dio paso a rellenos de terrenos y la desertificación de estas tierras húmedas. En la época moderna han sido diversas las denuncias de comunidades que se han opuesto a proyectos inmobiliarios sobre humedales, que ha afectado irremediablemente el entorno.

## Protección, importancia y futuro

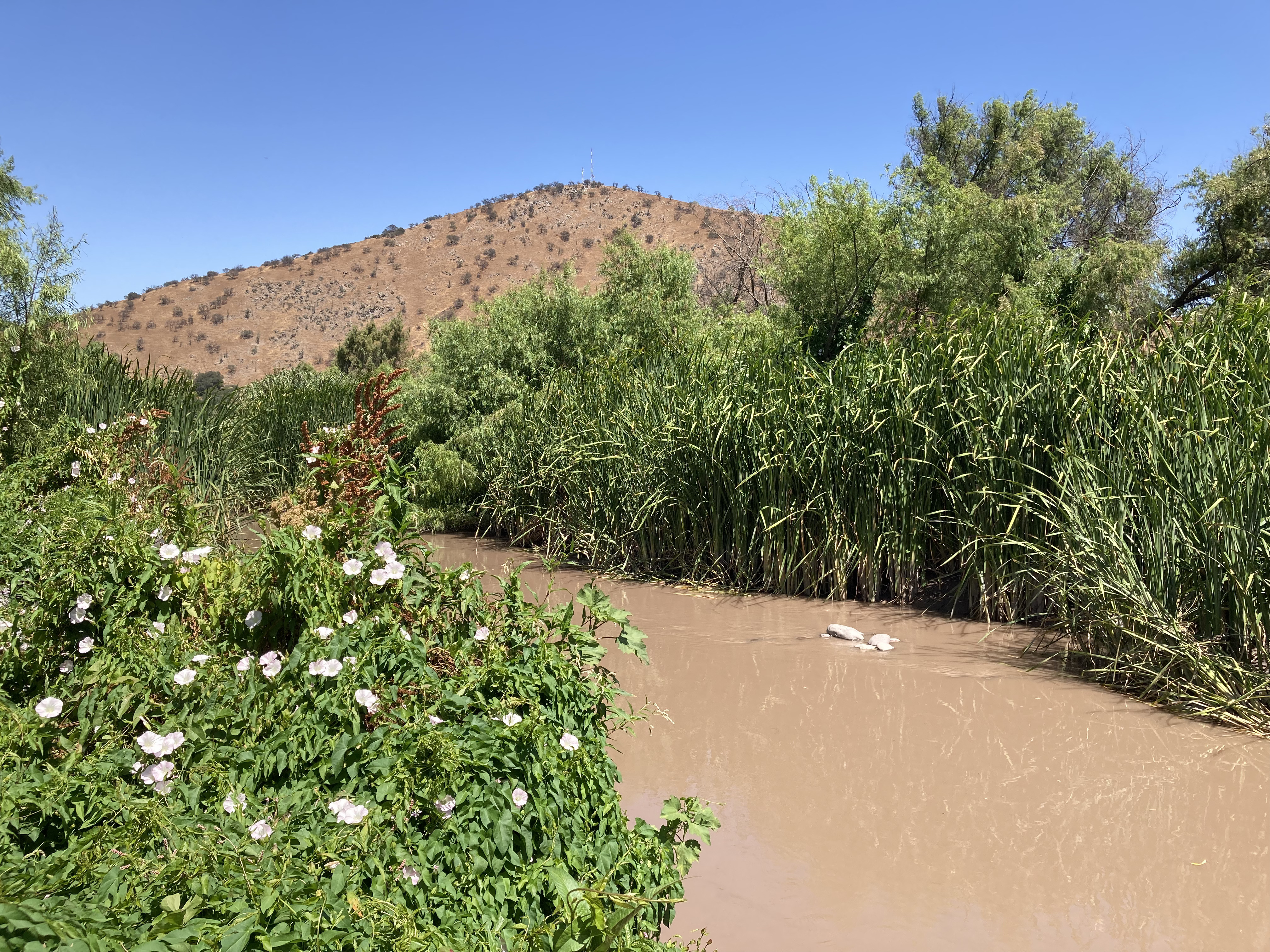
Brazo de agua estancada, contiguo al cauce del río Mapocho. Sistema de humedales El Trebal en Maipú.

Como se mencionaba, los humedales corresponden a grandes o pequeñas zonas húmedas, permanentes o temporales, naturales o construidas por el ser humano que controlan la vida vegetal y animal a su alrededor. No hay una caracterización específica de estos, por lo que también pueden considerarse humedales lagos, ríos, marismas, pantanos, turberas, salinas, playas de arena, embalses, canales de regadío y muchos otros.
Los humedales también son una fuente de agua dulce, lo que dependiendo del lugar en el que este ubicado, es de vital importancia para la subsistencia de grupos humanos y la vida silvestre cercana. Esto es especialmente beneficiario para comunidades que habitan en zonas de extremo calor o sequedad, como en el norte del país. Y de esta misma forma puede también proveer de aguas a industrias, como de ganadería y minería.
Hay una serie de importantes factores que hace primordial su protección, y que en un documento realizado por el Ministerio de Agricultura de Chile y la CONAF (Corporación Nacional Forestal), detallan en una publicación realizada el año 2013.

### Controladores de inundaciones
Las turberas y los pastizales húmedos, que principalmente se dan en el sur, actúan de esponja, absorbiendo el agua pluvial, permitiendo de esta forma que se filtre de manera más lenta por el suelo, reduciendo así la velocidad y volumen de las aguas que bajan a ríos. En las zonas costeras, los humedales costeros protegen a las comunidades de maremotos y tsunamis.

### Depuración de aguas

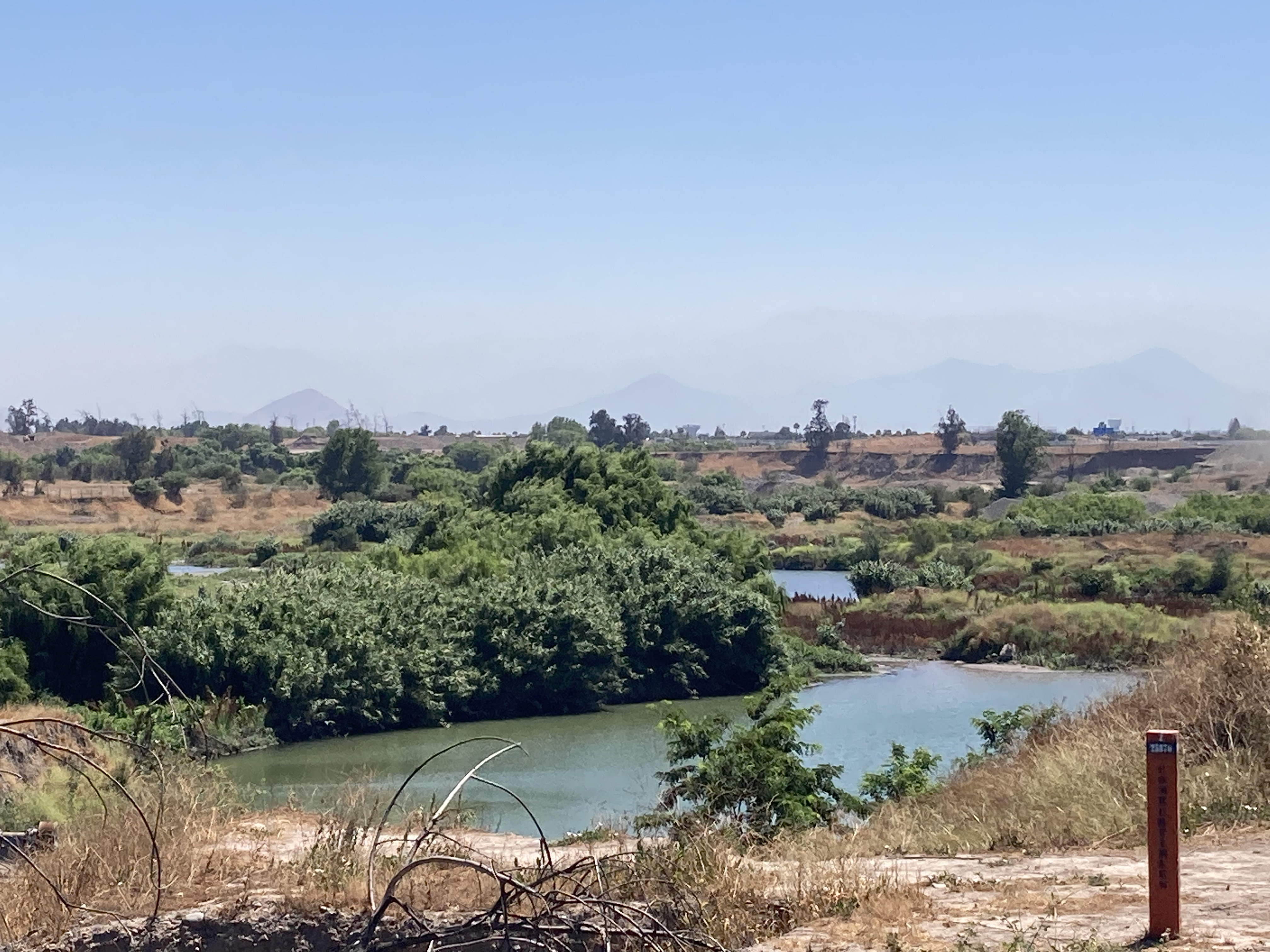
Sistema de lagunas artificiales y brazos del río Mapocho en el sistema de humedales de El Trebal

Mucha de la flora que abunda en los humedales son capaces de eliminar sustancias tóxicas y perjudiciales para la salud, que principalmente provienen de plaguicidas, relaves mineros o derrames industriales.

### Puntos de diversidad biológica
Son diversos los organismos, animales y vegetación que se encuentran los distintos humedales. Sirven de refugios para aves migratorias, las cuales anidan y en estos mismos lugares pueden reproducirse y alimentarse, ya que en lugar también habitan anfibios y reptiles. De hecho, recientemente se observó un coipo en las aguas del río Mapocho, lo que llamó la atención de las personas y medios locales.

### Agentes de cambio por el cambio climático
Entre otro sinfín de beneficios, los humedales también son grandes agentes contra el cambio climático, ya que son grandes almacenadores de carbono, que contrarresta la emisión de estos gases hacía la atmósfera y contribuye a bajar el calentamiento del planeta. De hecho, los humedales retienen hasta un 40 % del carbono que se origina en el planeta. De hecho, un tipo de humedal, las turberas tienen una relevancia especial en la lucha contra el calentamiento global.
"El almacén más importante de carbono de la biosfera terrestre, pues almacenan el doble de carbono doble de carbono que la biomasa forestal del mundo, y que la degradación de las turberas cada año ha producido emisiones equivalentes al 10 % de las emisiones mundiales de combustible fósil”.

10.ª Reunión de la Conferencia de las Partes en la Convención sobre los Humedales.
 La protección de los humedales es algo también que deben tomar en serio las autoridades, considerando la cantidad de amenazas que existen contra la extinción de estas fuentes de vida. Y respecto a los temas locales, debe haber un diálogo como las comunidades vecinas para considerar sus puntos de vista y ver como juntas pueden cooperar con la preservación de estos lugares. De hecho, ya hay muchas organizaciones medioambientales que luchan por el mantenimiento en el tiempo de estos grandes escudos contra el cambio climático.